# Округ Кингфишер (Оклахома)
Кингфишер (енгл. Kingfisher County) је округ у америчкој савезној држави Оклахома.

## Демографија
По попису из 2010. године број становника је 15.034, што је 1.108 (8,0%) становника више него 2000. године.
| Група             | 2000.          | 2010.          |
| Белци             | 11.992 (86,1%) | 12.030 (80,0%) |
| Афроамериканци    | 221 (1,6%)     | 170 (1,1%)     |
| Азијати           | 30 (0,2%)      | 42 (0,3%)      |
| Хиспаноамериканци | 961 (6,9%)     | 2.022 (13,4%)  |
| Укупно            | 13.926         | 15.034         |